# モンゴメリー (防護巡洋艦)
|          |                                                                    |
| 艦歴     |                                                                    |
| 発注:    |                                                                    |
| 起工:    |                                                                    |
| 進水:    | 1891年12月5日                                                      |
| 就役:    | 1894年6月21日                                                      |
| 退役:    | 1918年5月16日                                                      |
| その後:  | 1919年11月14日に売却                                               |
| 除籍:    | 1919年8月25日                                                      |
| 性能諸元 |                                                                    |
| 排水量:  | 2,094トン                                                          |
| 全長:    | 269 ft 6 in                                                        |
| 全幅:    | 37 ft                                                              |
| 吃水:    | 14 ft 7 in                                                         |
| 機関:    |                                                                    |
| 最大速:  | 17ノット                                                           |
| 乗員:    | 士官、兵員125名                                                    |
| 兵装:    | 5インチ砲9門、 6ポンド砲6門、 1ポンド砲2門、 18インチ魚雷発射管3門 |

モンゴメリー (USS Montgomery, C-9) は、アメリカ海軍の防護巡洋艦。モンゴメリー級防護巡洋艦の1隻。艦名はアラバマ州モンゴメリーに因む。その名を持つ艦としては4隻目。

## 艦歴
モンゴメリーはメリーランド州ボルチモアのコロンビア製鉄所で建造され、1891年12月5日にソフィア・スミスによって進水、1894年6月21日にノーフォーク海軍工廠でチャールズ・W・デイヴィス艦長の指揮下就役する。
北大西洋戦隊に配属されたモンゴメリーは東海岸及びカリブ海で作戦活動に従事する。米西戦争でモンゴメリーは1898年4月にキューバ及びハイチ近海を巡航し、5月にはハバナ封鎖に参加する。5月5日にロレンツォ (Lorenzo) およびフラスキート (Frasquito) の二隻を沈め、一週間後にはスペイン軍の要塞を砲撃した。
1899年4月にモンゴメリーは南大西洋戦隊に転属し、南アメリカの大西洋岸沿いに作戦活動を行った後本国に帰還、1900年9月15日にニューヨークで退役する。1902年5月15日に再就役し、北大西洋戦隊カリブ海艦隊に配属され、西インド諸島で作戦活動に従事した。モンゴメリーは1904年9月15日にペンシルベニア州フィラデルフィアで再び退役する。
1908年1月2日に三度目の就役をしたモンゴメリーは第5海軍管区で水雷実験艦としての任務に従事した。1914年から1918年までモンゴメリーはメリーランド海軍民兵と共に軍務に就く。1918年3月14日にモンゴメリーはアニストン (Anniston) と改名され、アメリカン・パトロール分隊第2艦隊に配属、大西洋岸及びカリブ海で偵察、護衛任務に従事した。
アニストンは1918年5月16日にチャールストンで退役し、1919年8月25日に除籍、11月14日に売却された。